# Stelis ruficornis
Stelis ruficornis är en biart som beskrevs av Morawitz 1872. Stelis ruficornis ingår i släktet pansarbin, och familjen buksamlarbin. Inga underarter finns listade i Catalogue of Life.